# José Ribas Seva
José Ribas Seva fue un político y dirigente falangista español. Fue concejal y primer teniente de alcalde del Ayuntamiento de Barcelona. 

## Biografía
Perteneció a una familia de comerciantes acomodada de Barcelona. Su hermano fue el arquitecto Ricard Ribas Seva. Obtuvo el título de "maestro de oficio" por la Escuela Industrial de Barcelona. Fue miembro del Centro Excursionista de Cataluña.

## Segunda República
Fue uno de los fundadores de la Falange Española en Barcelona, junto con los destacados Carlos Trías Bertrán, Roberto Bassas Figa, José María Fontana Tarrats y Luis Santa Marina. Fue captado para Falange Española por Roberto Bassas Figa en 1933 con ocasión de un problema laboral que sufrió la fábrica de su familia. En 1934 ya era Jefe de la Central Obrera Nacional-Sindicalista. En 1935 fue nombrado jefe local de la Falange en Barcelona, y compartió liderazgo con Roberto Bassas.

## Guerra Civil
Participó en los preparativos de la sublevación del 18 de julio de 1936 en Barcelona, y tras su fracaso huyó de la represión republicana en un barco italiano hacia Génova y Roma, donde hizo gestiones infructuosas con Juan March Ordinas para salvar la vida de  José Antonio Primo de Rivera.
De Roma se trasladó a Burgos, donde fue nombrado Jefe Territorial de Cataluña de FE de las JONS, y consejero nacional en octubre de 1937 por mediación de Ramón Serrano Suñer, fue el único catalán en desempeñar ese cargo junto con Eduardo Aunós Pérez.

## Trayectoria durante el franquismo
Al volver a Barcelona en 1939 fue nombrado concejal del Ayuntamiento de Barcelona, y primer teniente de Alcalde entre 1945 y 1951, durante el período del alcalde José María de Albert Despujol, barón de Terrades.
En 1961 volvió a ser teniente de alcalde con José María de Porcioles. Entre otros cargos, también fue diputado provincial, encargado del Hospital Clínico de Barcelona y de la Casa de la Caridad, vocal económico del "Sindicato de la Madera", delegado provincial del "Auxilio Social" (1942-1948), presidente de la Cámara Oficial de la Propiedad Urbana de Barcelona (nombrado en 1967), 